# Museum of Modern Art

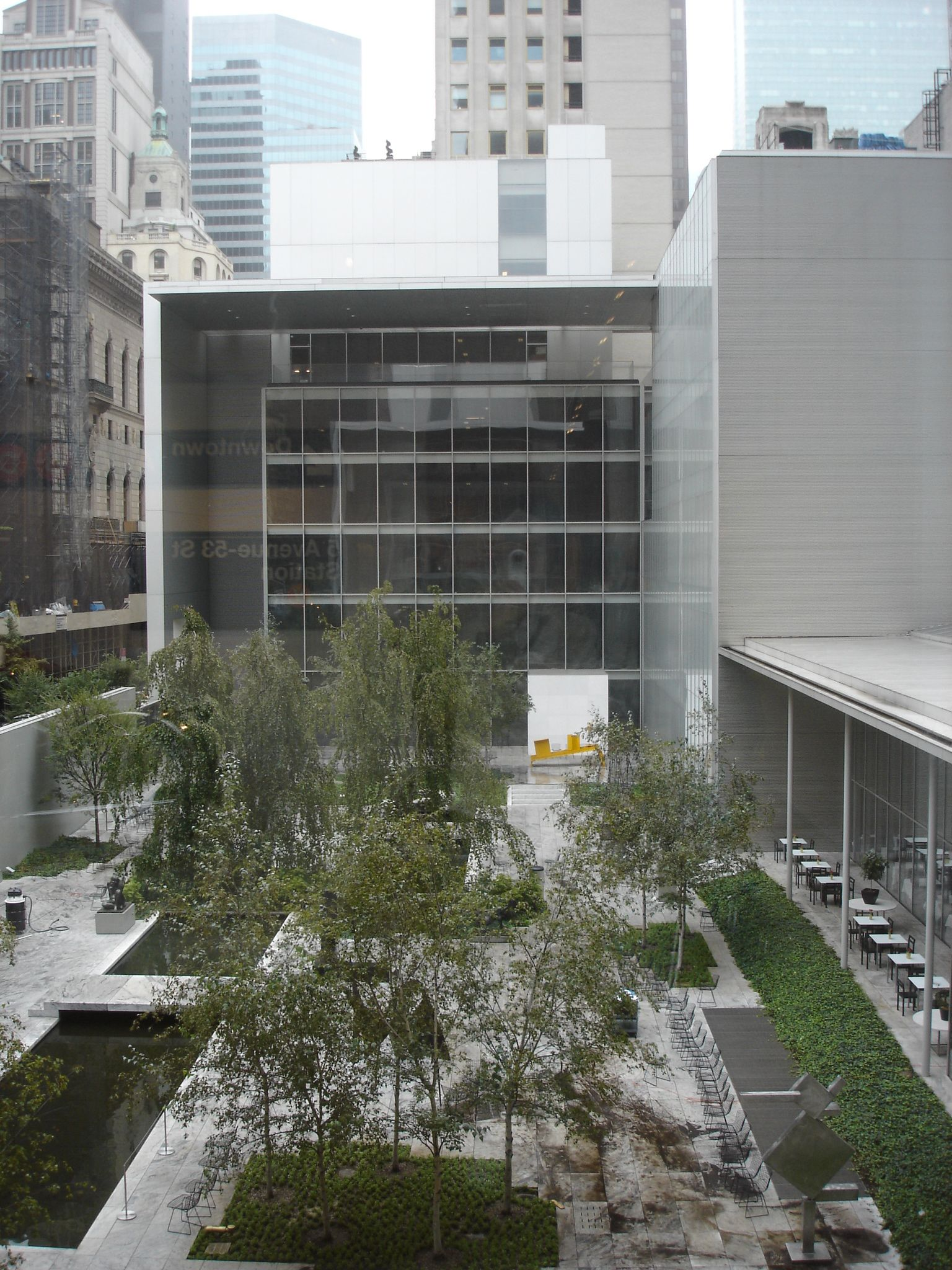
Museum of Modern Art in New York City (Foto: 2005)

Das Museum of Modern Art (MoMA) in New York City beherbergt eine der weltweit bedeutendsten und einflussreichsten Sammlungen moderner und zeitgenössischer Kunst. Das Museum liegt im Stadtteil Midtown im Stadtbezirk Manhattan an der 53rd Street zwischen der Fifth und Sixth Avenue. Die Sammlung umfasst Werke der Architektur und des Design, Zeichnungen, Gemälde, Skulpturen, Photographien, Drucke, Illustrationen, Filme und Elektronische Medien. Zudem gehört eine 300.000 Bände umfassende Bibliothek zum Museum of Modern Art.
Im Jahr 2016 verzeichnete das Museum 2.788.236 Besucher und gehört damit zu den meistbesuchten Kunstmuseen der Welt.

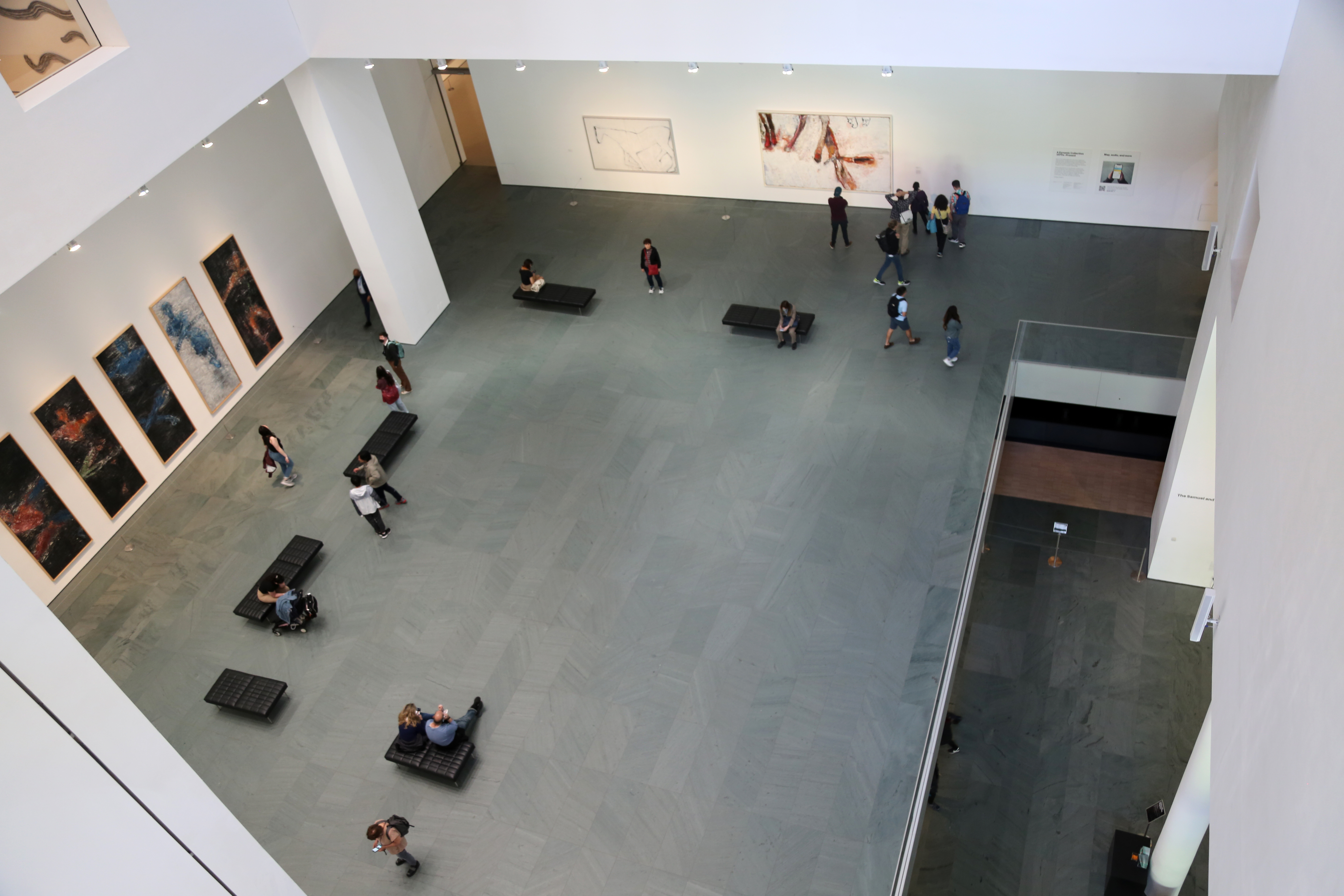
MoMA, Innenansicht (2022)

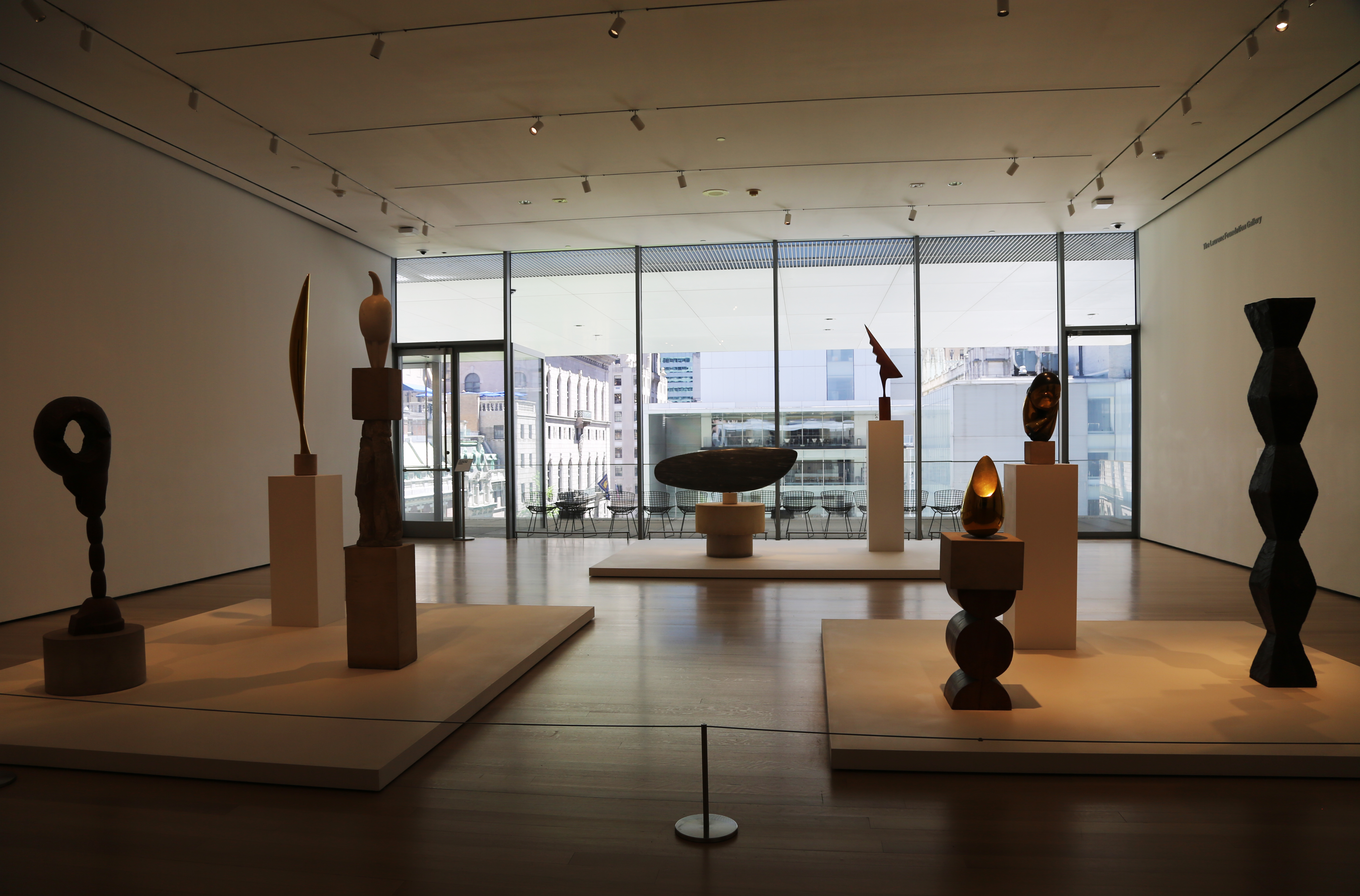
Ausstellungsraum (2022)

## Geschichte
Die Gründung des Museum of Modern Art geht auf Lillie P. Bliss, Mary Quinn Sullivan und Abby Aldrich Rockefeller zurück, die in den späten 1920er Jahren erkannten, dass in den USA neben den kunsthistorisch orientierten Museen eine Einrichtung für Moderne und Zeitgenössische Kunst fehlte. Es wurde am 7. November 1929 unter Leitung des Gründungsdirektors Alfred Barr eröffnet. Das Museum wurde gut vom Publikum aufgenommen und wechselte in den folgenden zehn Jahren drei Mal das Gebäude, um mehr Ausstellungsfläche zur Verfügung zu haben. 1939 bezog das Museum of Modern Art das Gebäude in Midtown Manhattan, das noch heute der Standort des Museums ist. Architekten waren Edward Durell Stone und Philip Goodwin, die mit dem minimalistischen Gebäude den ersten modernen Museumsbau schufen.
Unter der Leitung Barrs etablierte dieser eine Konzeption und Organisation des Museums, die eine Aufteilung des Museums in verschiedene Abteilungen für die verschiedenen Kunstgattungen vorsah. Diese Einteilung wurde während der weiteren Expansion der Sammlung beibehalten und weiter gestärkt. Die Zahl der Kunstwerke stieg rapide von acht Drucken und einer Zeichnung zu Beginn des Museums auf über 150.000. Zudem wurden auch Filme und eine beträchtliche Zahl von Standbildern aus Filmen erworben. In den 1950er und 1960er Jahren wurde das Gebäude nach Plänen des Architekten Philip Johnson erweitert. 1984 wurde das Museum unter Leitung César Pelli renoviert und der Ausstellungsraum verdoppelt. Zwischen 2002 und 2004 wurde das Museum unter Leitung des japanischen Architekten Yoshio Taniguchi für 960 Millionen Dollar umgebaut und erweitert. Am 20. November 2004 wurde das Museum of Modern Art wiedereröffnet. 
Im Jahr 2011 erwarb das MoMA ein angrenzendes Gebäude, in dem das American Folk Art Museum untergebracht war und ließ es 2014 abreißen, um Platz für eine geplante Erweiterung der Ausstellungsfläche zu schaffen. Für 450 Millionen US-Dollar wurden ein neuer von Diller Scofidio + Renfro entworfener Anbau errichtet und neue Galerieräume im Sockel des benachbarten neu erbauten Wolkenkratzers 53W53 geschaffen. Im Rahmen des Baus von 53W53 war das Museum of Modern Art von Juni bis Oktober 2019 geschlossen, um die neuen Ausstellungsräume im Sockel des Wolkenkratzers fertigzustellen und Renovierungsarbeiten durchzuführen. Mit der Wiedereröffnung am 21. Oktober 2019 hat sich die Galeriefläche des MoMA um 4400 m² auf die Gesamtfläche von 65.800 m² erweitert. Direktor des Museums ist seit 1995 Glenn D. Lowry, der diese Position laut Vertrag zunächst bis 2025 einnimmt. Ende März 2025 wurde bekannt, dass der seit 2007 im MoMA tätige Kunsthistoriker Christophe Cherix, zuletzt Kurator für Zeichnung und Druckgrafik, im September 2025 Nachfolger von Glenn D. Lowry als Direktor des MoMa werden soll.

## Sammlung
Die Sammlung des Museum of Modern Art umfasst über 150.000 Werke der Architektur und des Design, Zeichnungen, Gemälde, Skulpturen – unter anderem von Alice Aycock, John Baldessari, Louise Bourgeois, Alexander Calder, Henry Moore, Claes Oldenburg, Eduardo Paolozzi –, Photographien, Drucke und Illustrationen. Dazu kommen etwa 22.000 Filme, vier Millionen Standbilder aus Filmen, sowie Videokunst wie beispielsweise von Valie Export, Lutz Mommartz, Pipilotti Rist und Julian Rosefeldt und weitere Elektronische Medien.
Ausgestellt werden im Museum of Modern Art unter anderem Design-Objekte des täglichen Bedarfs wie Stühle (z. B. Rietvelds Zickzack-Stuhl) oder auch der von Ferdinand Porsche fälschlich als seine eigene Entwicklung ausgegebene, in Wirklichkeit von Béla Barényi bis in alle Einzelheiten entworfene VW Käfer. Weiterhin werden Zeichnungen von Künstlern wie Paul Cézanne, Edgar Degas, Natalja Gontscharowa, Wassily Kandinsky und Egon Schiele. Darunter befinden sich auch Werke von Pablo Picasso, Piet Mondrian, Jean Arp und Andy Warhol.

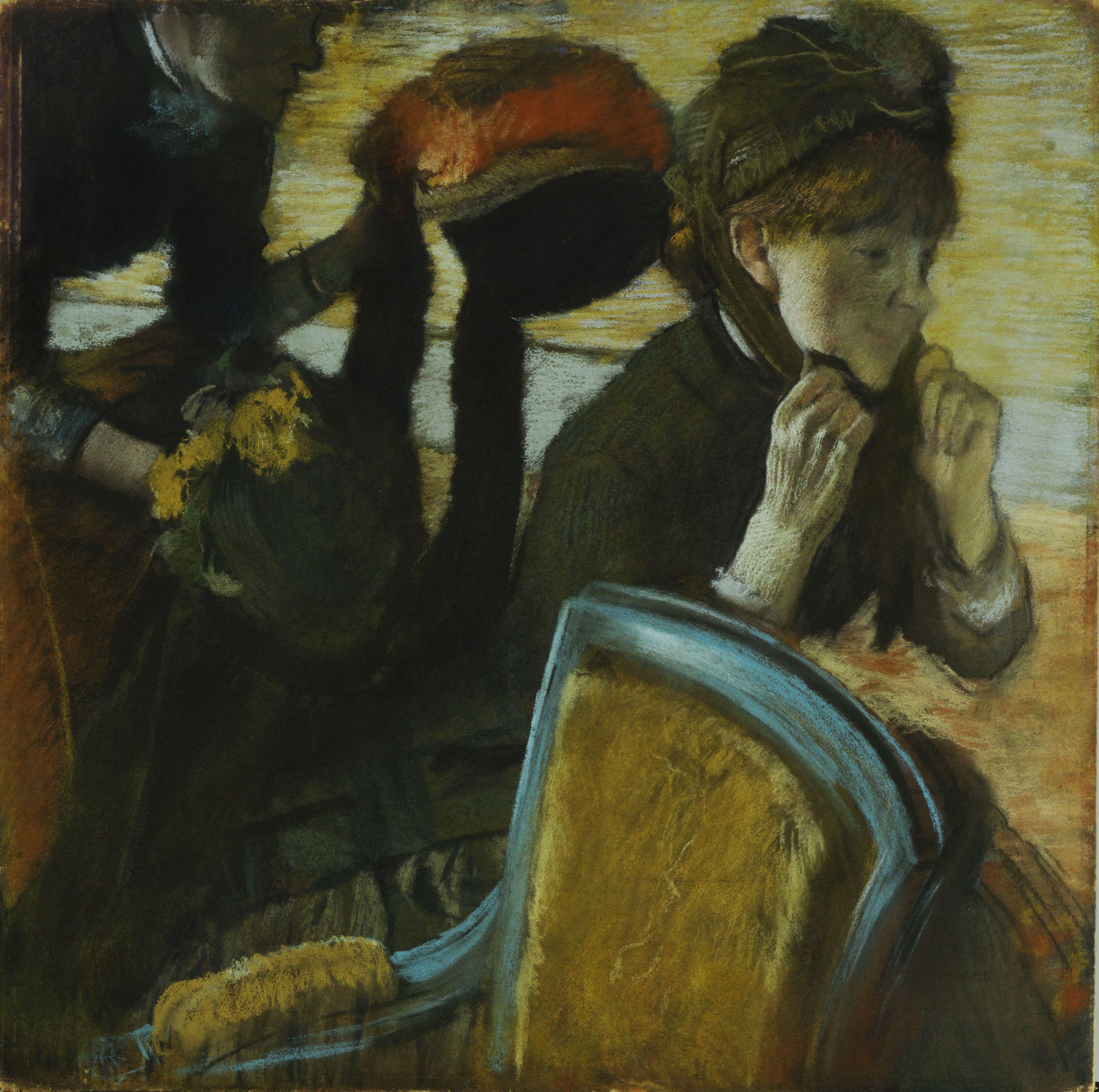
At the Milliner’s von Edgar Degas
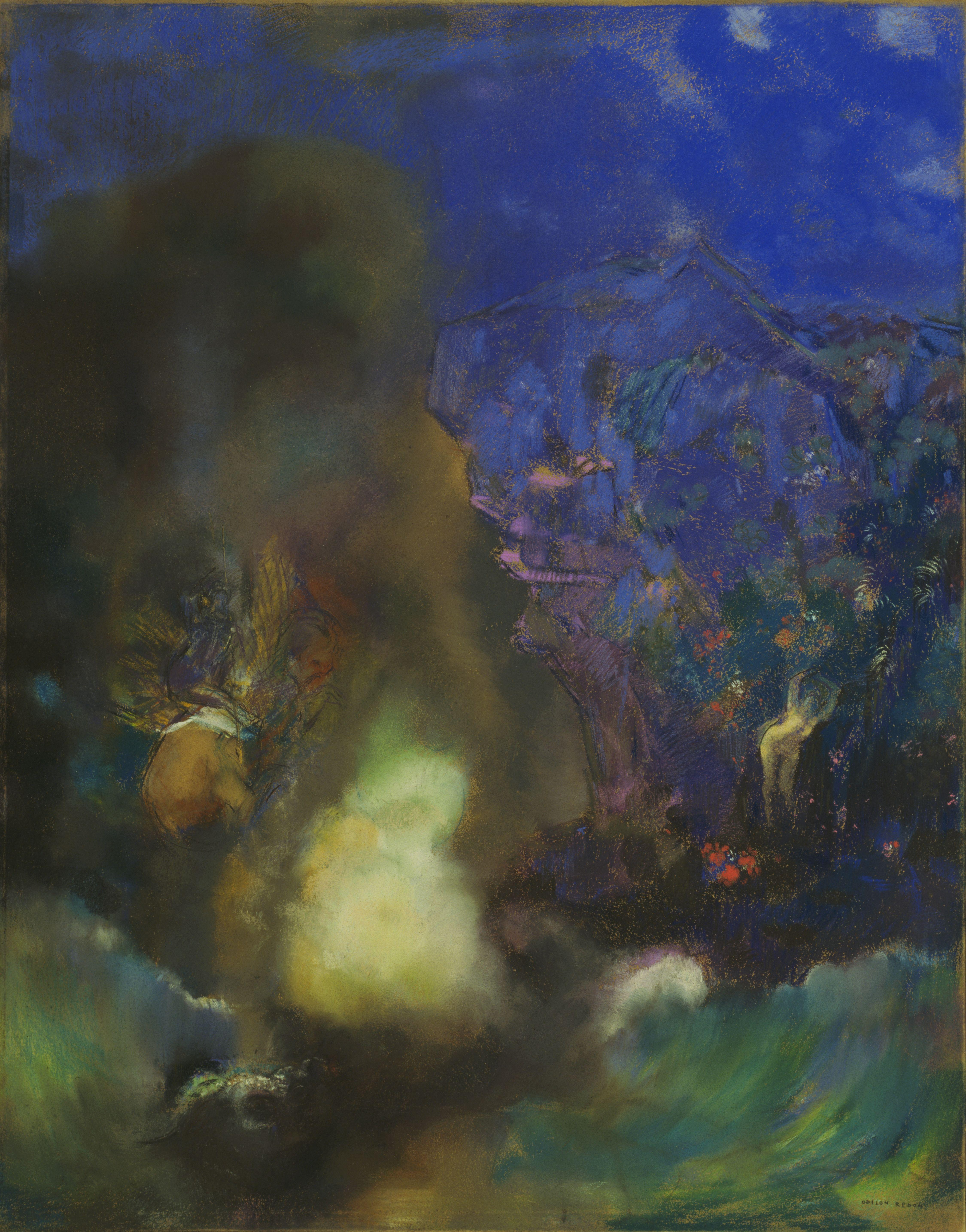
Roger und Angelica von Odilon Redon
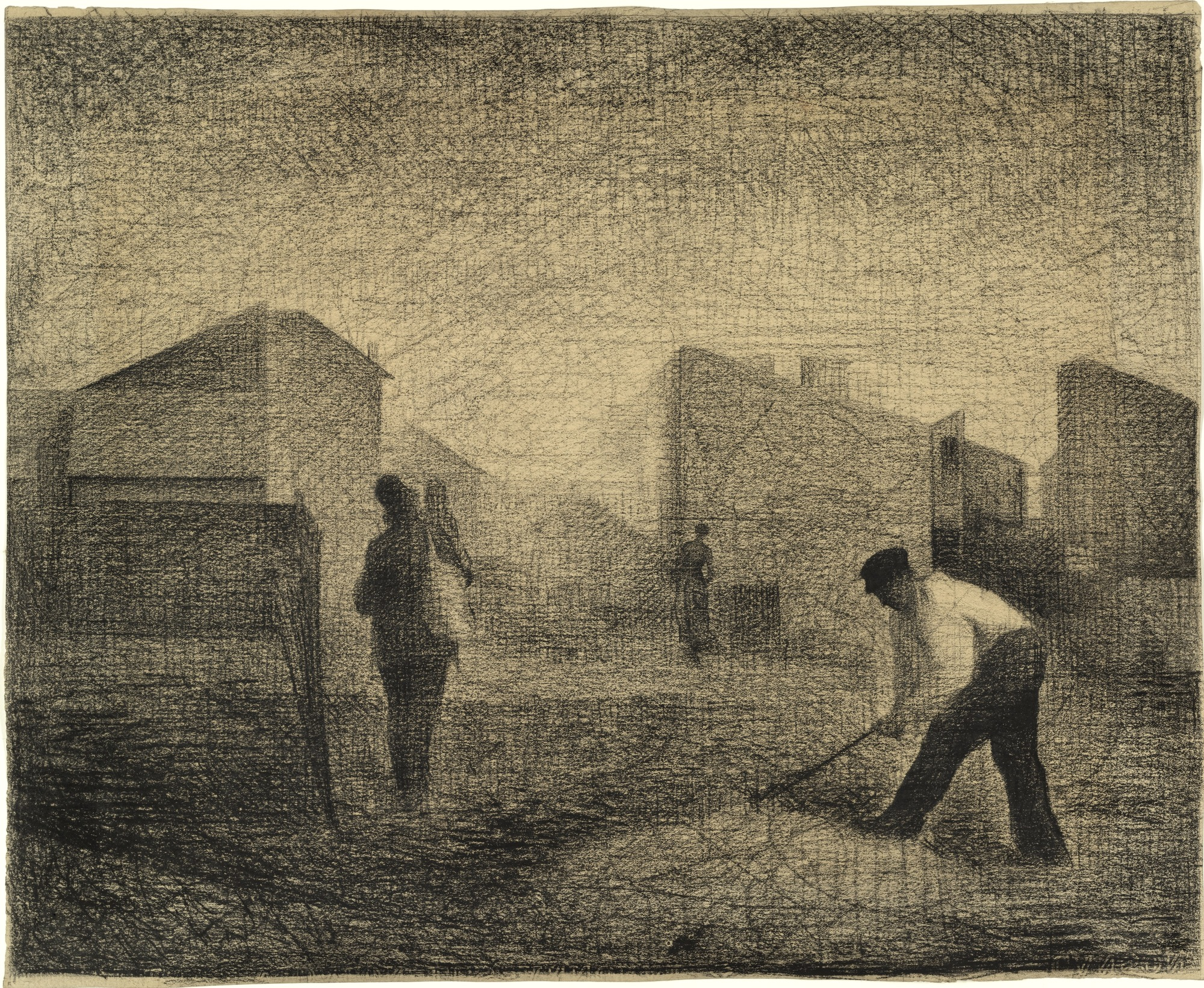
Steinbrecher, Le Raincy von Georges-Pierre Seurat

Die Gemäldesammlung umfasst Werke des Impressionismus und Spätimpressionismus von Paul Cézanne, Vincent van Gogh und Paul Gauguin. Mit Ernst Ludwig Kirchner und Oskar Kokoschka sind zudem Werke des deutschen bzw. österreichischen Expressionismus vertreten. Weiterhin gehören Bilder Gustav Klimts, Henri Matisses, Marc Chagalls, Salvador Dalís, René Magrittes und Pablo Picassos zur Sammlung. Mit Jackson Pollocks Werken gehören Werke des Action Painting und Abstrakten Expressionismus zur Sammlung. Mit Roy Lichtensteins Girl with Ball sind Pop-Art-Werke vertreten. Ein weiteres ausgestelltes Gemälde ist Gold Marilyn Monroe von Andy Warhol. Ebenso sind Werke bedeutender autodidaktischer Künstler wie Henri Rousseau, Morris Hirshfield, Séraphine Louis, Bill Traylor, André Bauchant, Camille Bombois, Scottie Wilson, Alfred Wallis und John Kane Teil der Sammlung.

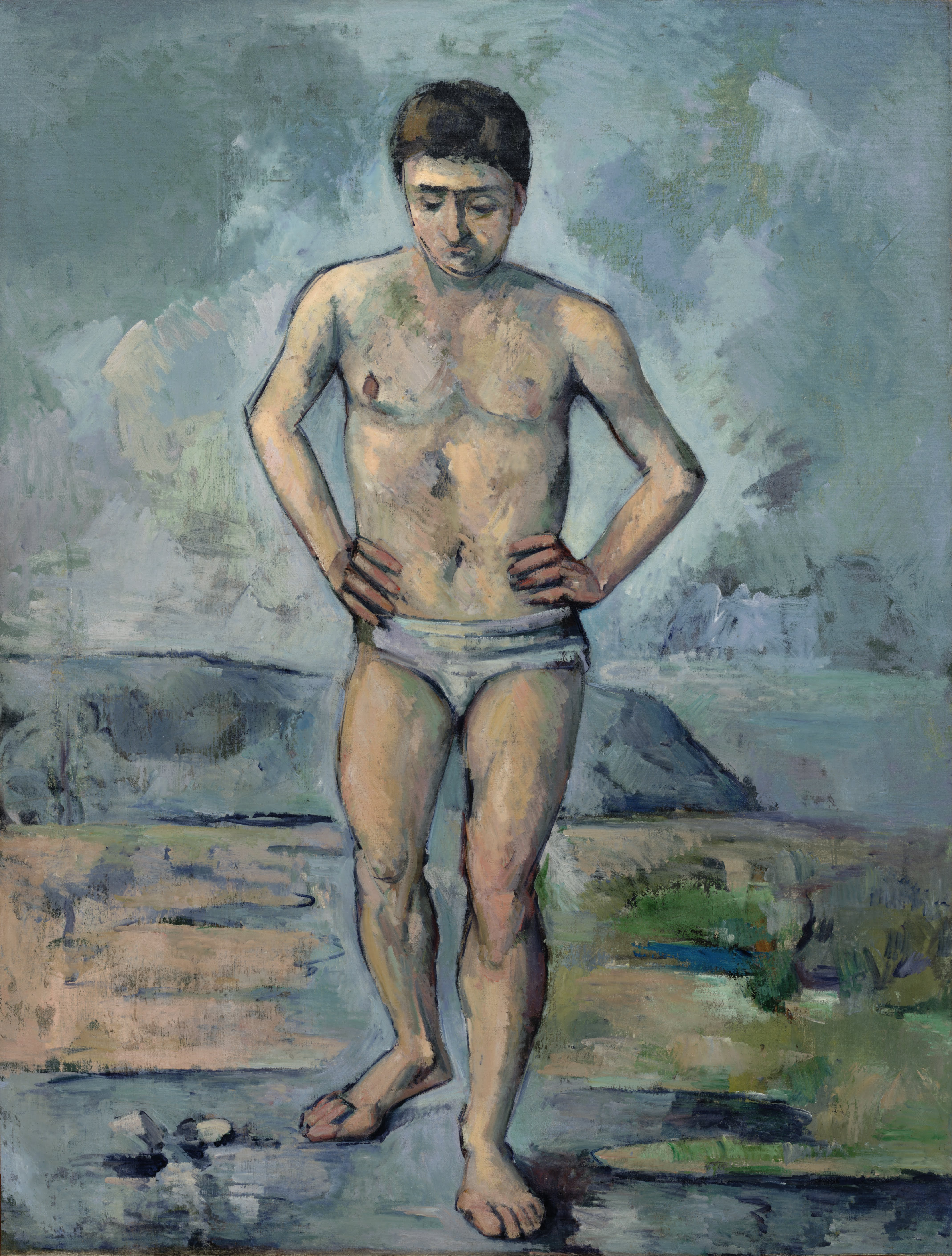
Badender von Paul Cézanne
Sternennacht von Vincent van Gogh
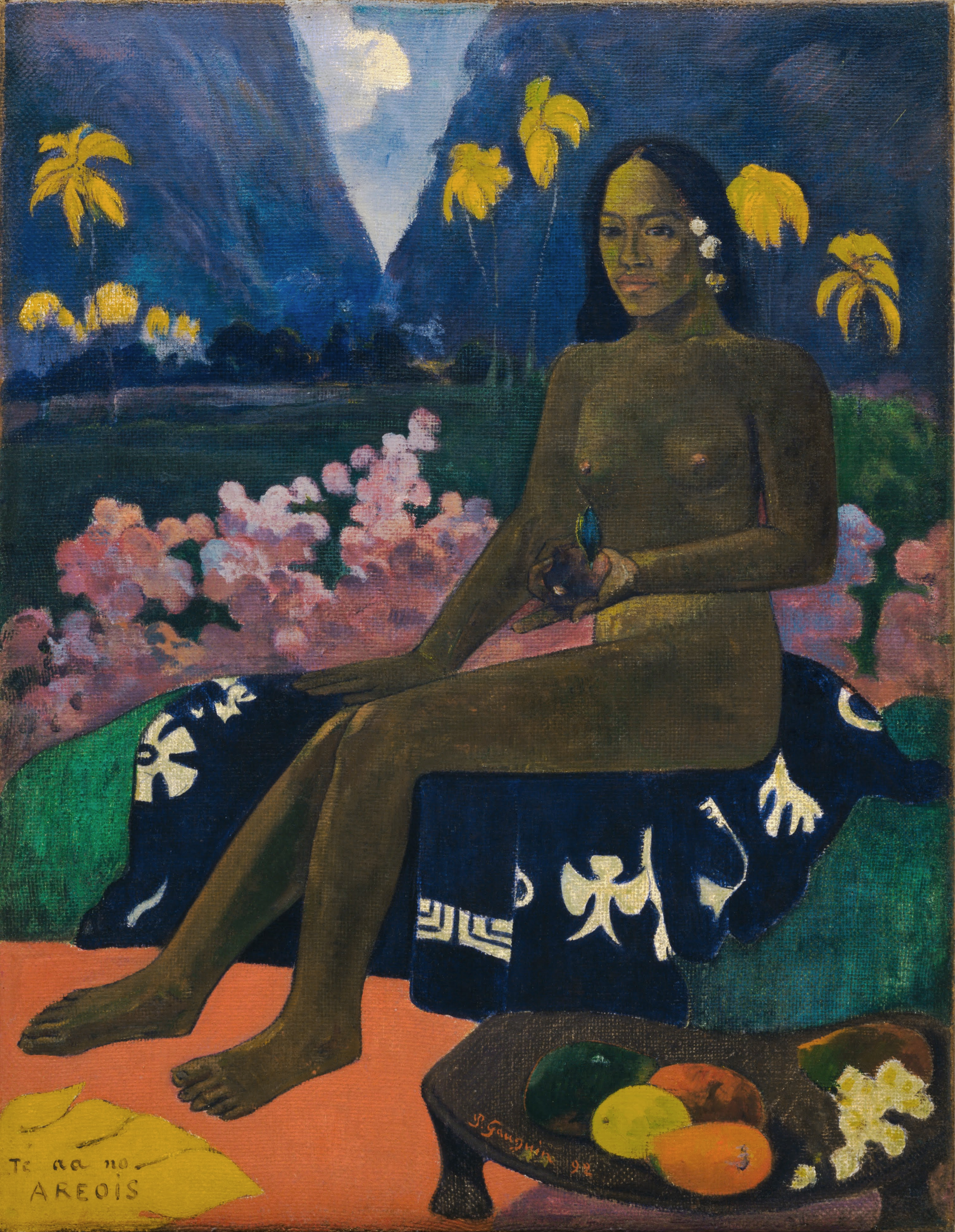
Der Samen der Areoi von Paul Gauguin
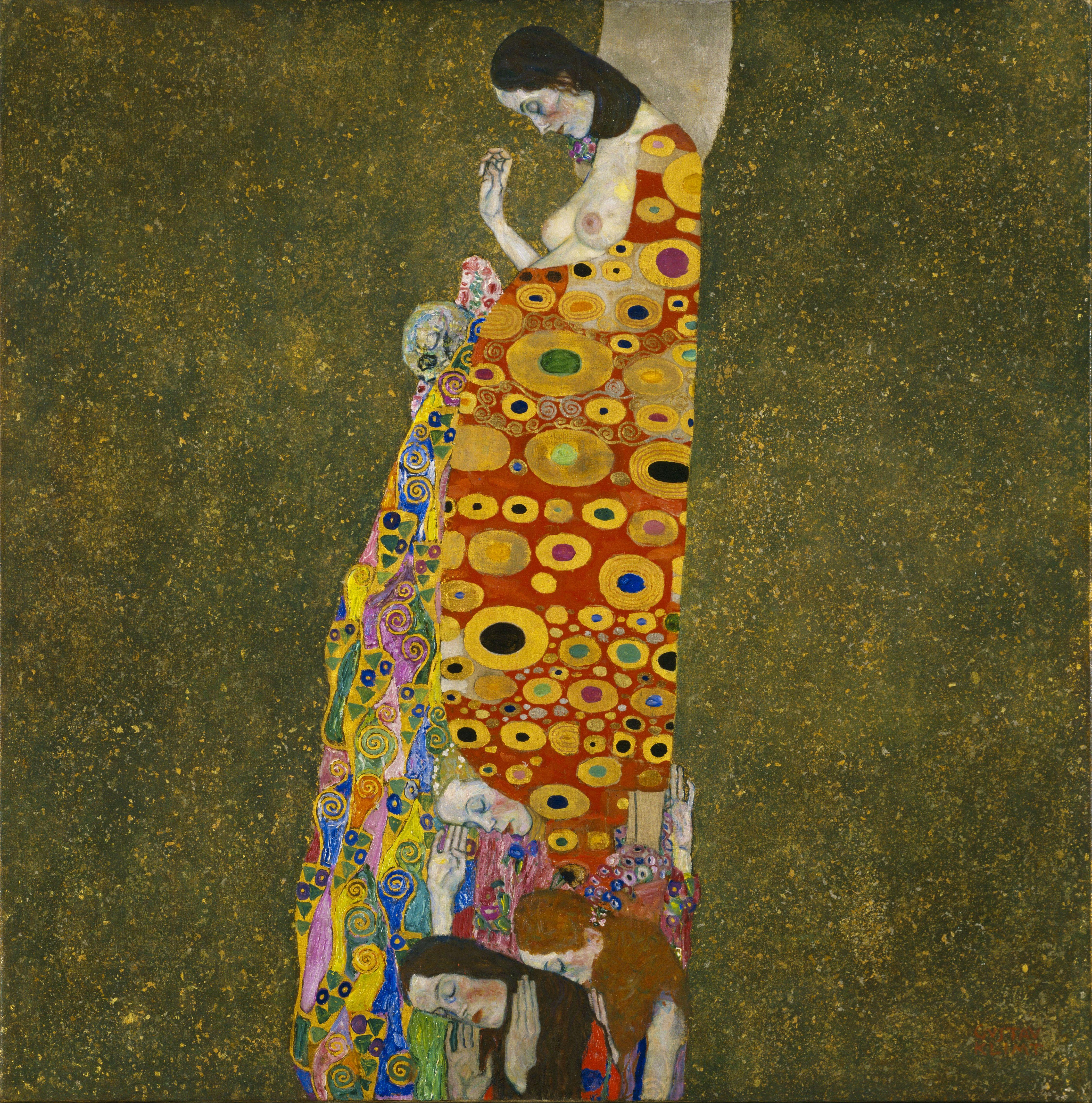
Hoffnung II von Gustav Klimt

Seit 2012 sammelt das MoMA auch Computerspiele als Teil der Design-Abteilung. Die ersten 14 Spiele waren: Pac-Man (1980), Tetris (1984), Another World (1991), Myst (1993), SimCity 2000 (1994), Vib-Ribbon (1999), Die Sims (2000), Katamari Damacy (2004), EVE Online (2003), Dwarf Fortress (2006), Portal (2007), flOw (2006), Passage (2008) und Canabalt (2009). Im Juni 2013 folgten Pong (1972), Space Invaders (1978), Asteroids (1979), Tempest (1980), Yars’ Revenge (1981) und Minecraft (2011), sowie die Spielkonsole Magnavox Odyssey. Zu den für die folgenden Jahre geplanten Ergänzungen gehören: M.U.L.E. und Super Mario Bros.

## Sonderausstellungen

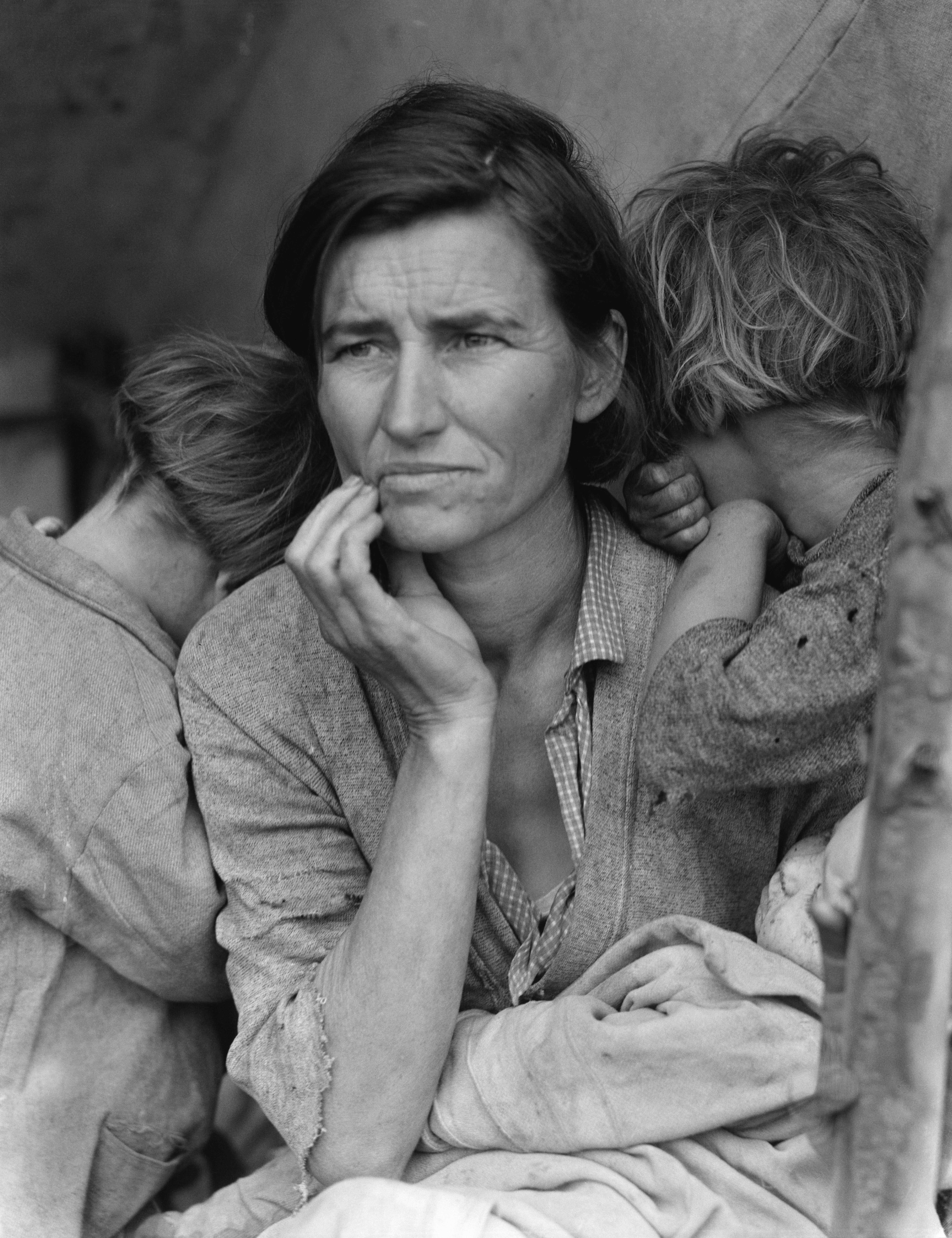
Eines der berühmtesten Fotos der Ausstellung The Family of Man: Migrant Mother (1936) von Dorothea Lange

Von Beginn an bildeten Sonderausstellungen zu bestimmten Kunststilen, Kunstgattungen sowie dem Werk einzelner Künstler einen Schwerpunkt der Museumsarbeit. Viele dieser Ausstellungen haben – im doppelten Sinn des Wortes – Kunstgeschichte geschrieben, indem sie Kunstströmungen museal entdeckten und neue Begriffe prägten. Die wichtigsten dieser Ausstellungen sind: Machine Art (1934), Cubism and Abstract Art (1936; mit dem berühmten Entwicklungsschema von Alfred Barr auf dem Cover), Fantastic Art, Dada Surrealism (1936), Sixteen Americans (1959), The Art of Assemblage (1961; die den Begriff der Assemblage in die Kunstliteratur einführte) und The Responsive Eye (1965; gilt als museale Gründungsausstellung der Op-Art). Eine weitere berühmte und sehr populäre Ausstellung war The Family of Man von 1955, in der Photographien gezeigt wurden, die in ihrer Gesamtheit die Menschheit umfassend abbilden sollten. Anschließend ging diese Schau auf Welttournee.
Andere Ausstellungen waren Four German Printmakers: Max Klinger, Lovis Corinth, Christian Rohlfs, and Otto Dix aus dem Jahr 1991, Frank Lloyd Wright: Architect und Three Masters of the Bauhaus: Lyonel Feininger, Vasily Kandinsky, and Paul Klee aus dem Jahr 1994. 1999 fanden unter anderem die Ausstellungen Alfred Hitchcock: Behind the Silhouette, Different Roads: Automobiles for the Next Century und Fame After Photography statt.
Daneben ist auch das Museum selbst Thema von Ausstellungen. So wurden während des Museumsumbaus von 2002 bis 2004 212 herausragende Meisterwerke zunächst in Houston und dann vom 20. Februar bis 19. September 2004 in der Neuen Nationalgalerie in Berlin unter dem Titel „Das MoMA in Berlin“ ausgestellt. Einige Exponate befanden sich zudem vorübergehend in einer Außenstelle des MoMA, dem angegliederten P.S.1 im New Yorker Stadtteil Queens. Weiterhin verleiht das Museum of Modern Art auch Bilder für andere Ausstellungen.

## Filmkunst ab 1935
Haidee Wasson widmet sich in ihrer Dissertation (Kommunikationswissenschaft) „Modern Ideas About Old Films: The Museum of Modern Art’s Film Library and Film Culture, 1935-39“ den Gründungsjahren des ersten nordamerikanischen Filmarchivs, der Film Library (dt.: Filmbibliothek) ab 1935.
Die Britin Iris Barry, Filmkritikerin und Mitbegründerin der 1925 gegründeten London Film Society wurde als erste Kuratorin eingesetzt mit ihrem Ehemann John Abbott als Direktor, 1947 wurde sie selbst Direktorin. Wie Wasson schildert, schien die Idee von Film und Hollywood-Film als Kunstform und die der Erhaltung oder Ausstellung von Filmen vielleicht nicht revolutionär, aber doch „seltsam“ und wurde Gegenstand öffentlicher Debatten. Auch in den 30er Jahren hatte die neue Muse Film ihre Befürworter, was schon mal mit utopischen Ideen und aufklärerischen Hoffnungen einherging, und man fand sich zwischen Anspruch und Unterhaltung und den Ländern wieder. Mit dem Ende des Stummfilms und Hollywood in seiner kommerziellen Blüte war dieses technische Massenmedium im Begriff, einer von Europa ausgehenden Neubewertung unterzogen zu werden (propagandistische Zwecke nicht ausgenommen), zwar fand die Einrichtung eine Art (hoch-)kulturellen Aufwind vor, andererseits wurde es dem Film Library intern nicht durchweg leicht gemacht.

„Menschen, die mit der modernen Malerei, Literatur oder dem Theater viel anzufangen wissen, sind erstaunlich ignorant dem modernen Film gegenüber. […] Man darf ohne Übertreibung sagen, dass die einzige dem zwanzigsten Jahrhundert eigene große Kunstform dem amerikanischen Publikum, das sie am ehesten würdigen könnte, praktisch unbekannt ist.“

Teilweise besaßen die Regisseure die Rechte an ihren Filmen gar nicht, noch waren sie immer interessiert daran. Schon aus Platzgründen wurde in den Jahren zuvor das Filmmaterial recycelt, die Filmrollen in den Ozean geworfen oder abgegeben. Denkwürdigerweise sind eher Stücke aus der frühesten Stummfilmzeit erhalten, die oftmals verkauft wurden. Auch setzte sich in diesen Tagen 16 mm durch, einerseits Amateurformat, andererseits aber auch als Sicherheitsfilm. Die Idee der Konservierung des Filmmaterials kam überhaupt erst später auf.
Erst durch die Finanzierung der Rockefeller-Stiftung stand die Film Library wirtschaftlich auf sicheren Füßen. Buxton zufolge richteten sich die Verantwortlichen bei Rockefeller an Erwägungen aus wie: „Wie kann man dem Publikum […] zu einem Verständnis verhelfen, das es ihm ermöglicht, zwischen gut und schlecht […] beim Film zu trennen?“ Rockefeller zahlte ab 1935 an das MoMA, gerade weil die Filmindustrie der Wertschätzung (heute würde man von Fandom sprechen) und der Wissenschaft unzugänglich war. Mit einiger Überzeugungsarbeit beteiligten sich auch die großen Studios. 1936 handelte Barry eine Vereinbarung mit Paramount, MGM und anderen aus, auf eigene Kosten Kopien von Negativen für Bildungszwecke fertigen zu dürfen.
Beim MoMA und (wenigen) vergleichbaren europäischen Institutionen wurde auch die realistische Funktion des Films als zeitgeschichtliches Dokument bedacht. Vor allem verkörperten die Exponate dort den Mittelpunkt systematischer intellektueller Auseinandersetzung und Barry strebte an, sie in den rechten Zusammenhang zu rücken. Anfänglich positionierte sich ihre Kollektion inmitten von Neuerscheinungen und anerkannten Filmschaffenden: Méliés, Porter und David Wark Griffith. Mit Auswählen und Zusammenstellen der nicht notwendigerweise „besten“ Erzeugnisse der jüngsten Kunstform bot das Film Library ein Rückblick über verlorene vierzig Jahre, einen mal populären, mal randständigen Ausblick und eine Prognose der beschleunigten, modernen Welt und der vielgestaltigen USA im Besonderen und begann irgendwann, selbst eine Identität anzunehmen. Dabei war das Ziel der Reise keineswegs klar. Barry hob mit dem Leihverkehr und mit dem Aufstellen des lange benötigten Kanons den akademischen Betrieb auf eine neue Stufe.
Bei der zehnten Oscarverleihung 1937 erhielt das Film Library einen Special Award in Anerkennung “[…] its significant work in collecting films dating from 1895 to the present and for the first time making available to the public the means of studying the historical and aesthetic development of the motion picture as one of the major arts.” (deutsch: „[…] dafür, der Öffentlichkeit erstmals Wege des Erforschens der historischen und ästhetischen Entwicklung des Spielfilms als eine der Kunstformen geboten zu haben.“)
Von 1941 bis 1943 arbeitete Siegfried Kracauer als special research assistant an der Film Library. Ebenso war der Regisseur Luis Buñuel dort von 1941 bis 1943. Viel später wuchs insbesondere in den 80er Jahren die Sammlung:  unter anderem übergaben Turner Entertainment Company und RKO größere Posten, Albert Broccoli stiftete die bekannten Bond-Filme, und Clint Eastwood, Martin Scorsese, Francis Ford Coppola und Oliver Stone überließen ihre Werke.
Das Department of Film and Video lagert heute mehr als 22.000 Filme aus aller Welt und vier Millionen Standbilder, als umfangreichste internationale Sammlung der Vereinigten Staaten mit Werken aus allen Jahrzehnten und Genres. Die Sammlungen sind im Celeste Bartos Film Preservation Center aufbewahrt, das 1996 in Hamlin, Pennsylvania eröffnet wurde.
Am 3. Mai 2007 wurde Rajendra Roy zum Celeste Bartos Chief Curator of Film ernannt.
Im World Wide Web stellt die Online Collection heute Werke heraus.

## Literatur

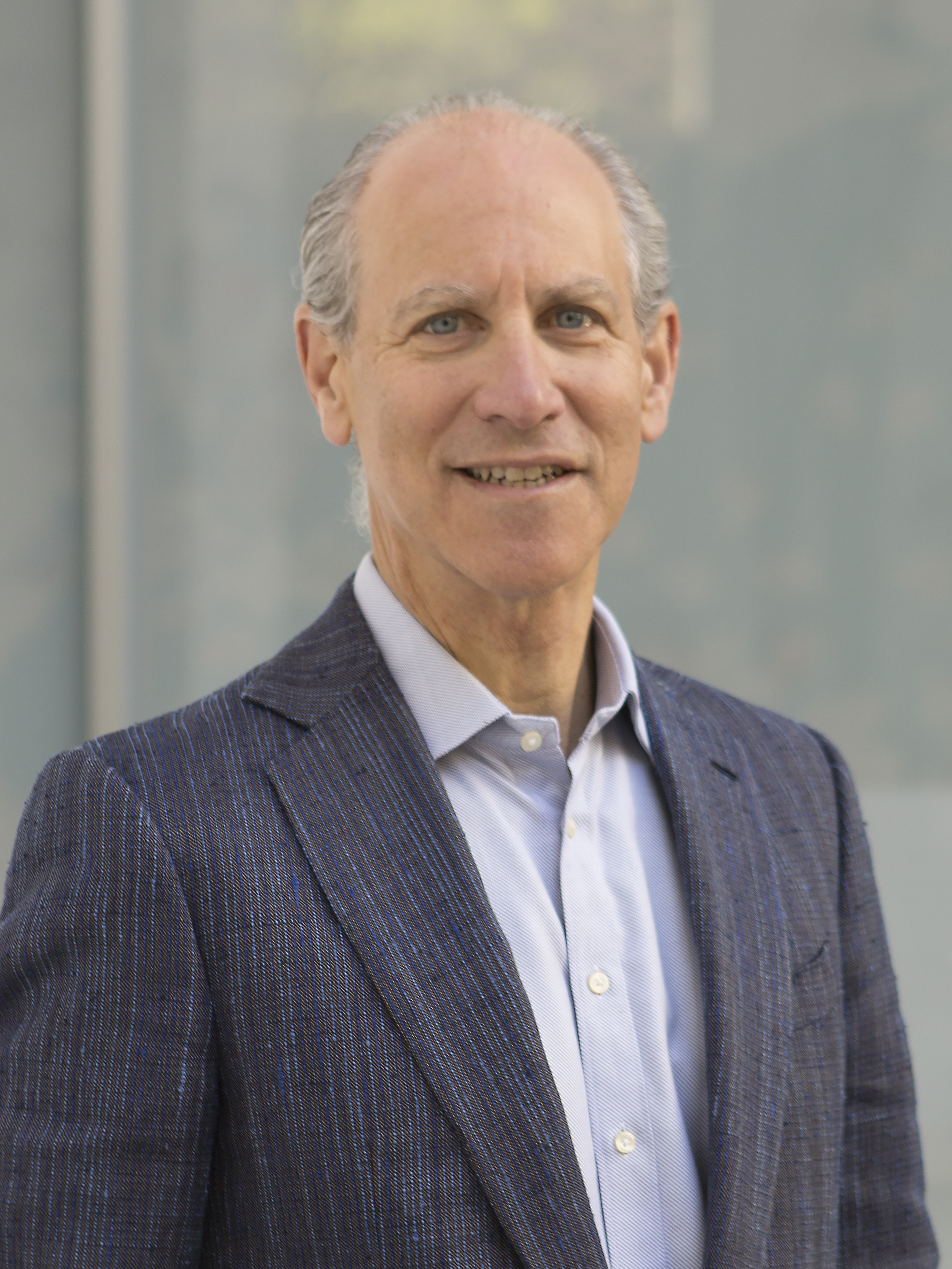
Glenn D. Lowry, Museumsdirektor seit 1995